# Blastobasis fluxella
Blastobasis fluxella é uma espécie de mariposa do gênero Blastobasis pertencente à família Coleophoridae.